# Ty Burrell

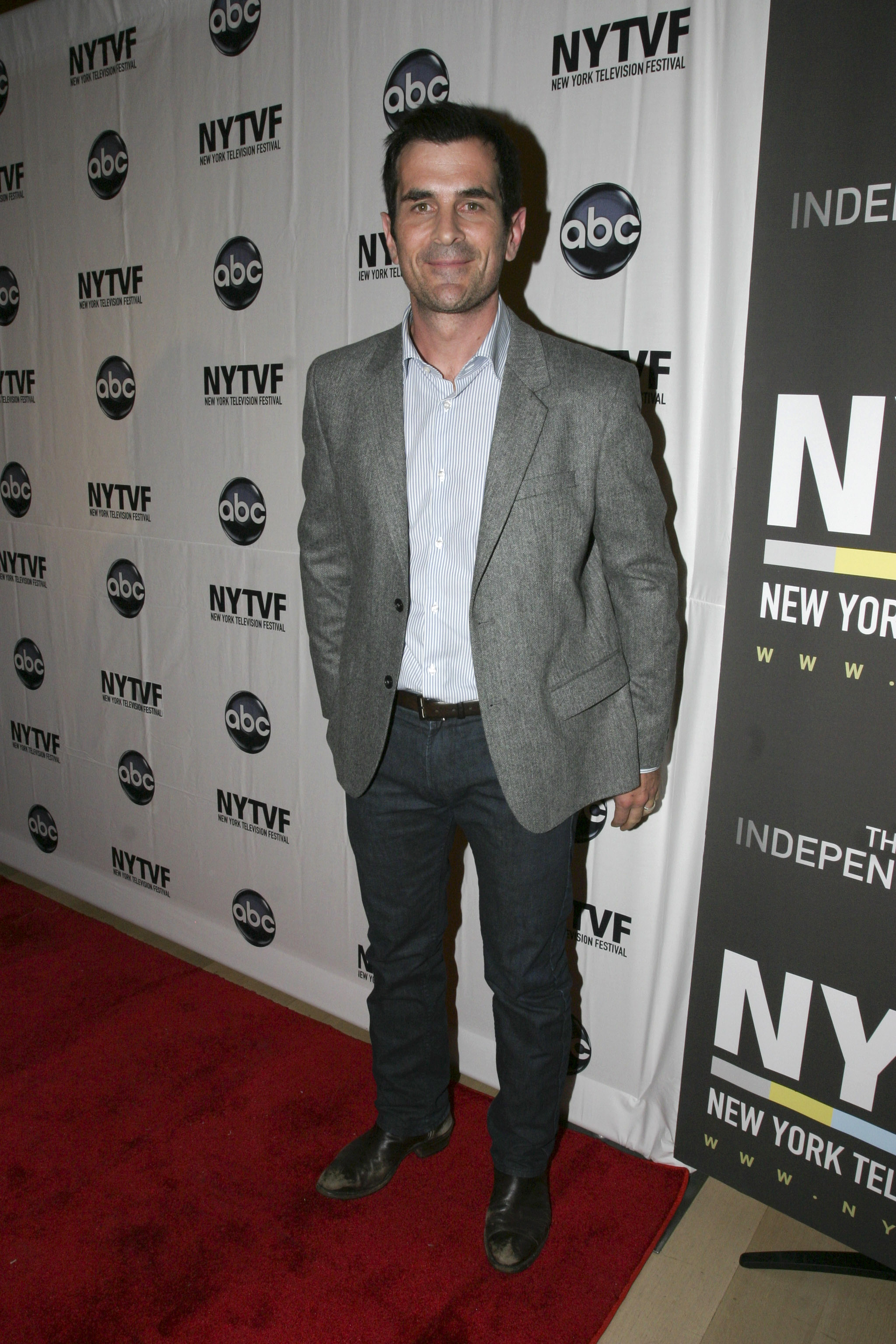
Ty Burrell 2009

Ty Burrell, eg. Tyler Gerald Burrell, född 22 augusti 1967 i Grants Pass i Oregon, är en amerikansk skådespelare och komiker.
Burrell är bland annat känd för sin roll som Phil Dunphy i komediserien Modern Family, en roll som han vunnit två Emmy Awards för. Han har även spelar Gary Crezyzewski i Back to You och Dr. Oliver Barnes i Out of Practice.
Burrell och hans maka, Holly, gifte sig år 2000. Paret har två adopterade döttrar.

## Filmografi

### Filmer
- 2001 – Evolution
- 2001 – Black Hawk Down
- 2004 – Dawn of the Dead
- 2004 – In Good Company
- 2005 – Down in the Valley
- 2006 – Rika vänner
- 2006 – The Darwin Awards
- 2006 – Ett fiktivt porträtt av Diane Arbus
- 2007 – Lipshitz Saves the World (TV-film)
- 2007 – National Treasure: Hemligheternas bok
- 2008 – Fourplay (TV-film)
- 2008 – The Incredible Hulk
- 2009 – Leaves of Grass
- 2010 – Gamechangers Ep. 1: The Rant Writer (kortfilm)
- 2010 – Fair Game
- 2010 – Morning Glory
- 2011 – Butter
- 2011 – Goats
- 2014 – Herr Peabody & Sherman (röst)
- 2014 – Muppets Most Wanted
- 2014 – The Skeleton Twins
- 2015 – The Foolish Man
- 2017 – Rough Night

### TV-serier
- 2001 - Vita huset (1 avsnitt)
- 2002 - Law & Order: Special Victims Unit (1 avsnitt)
- 2000 och 2003 - I lagens namn (2 avsnitt)
- 2005-2006 - Out of Practice (21 avsnitt)
- 2007-2008 - Back to You (17 avsnitt)
- 2009 - Damages (1 avsnitt)
- 2010 - Glenn Martin DDS (1 avsnitt)
- 2010 - The Super Hero Squad Show (2 avsnitt)
- 2009-2020 - Modern Family (212 avsnitt)
- 2020-2022 - Duncanville (39 avsnitt)